# 普聪齐

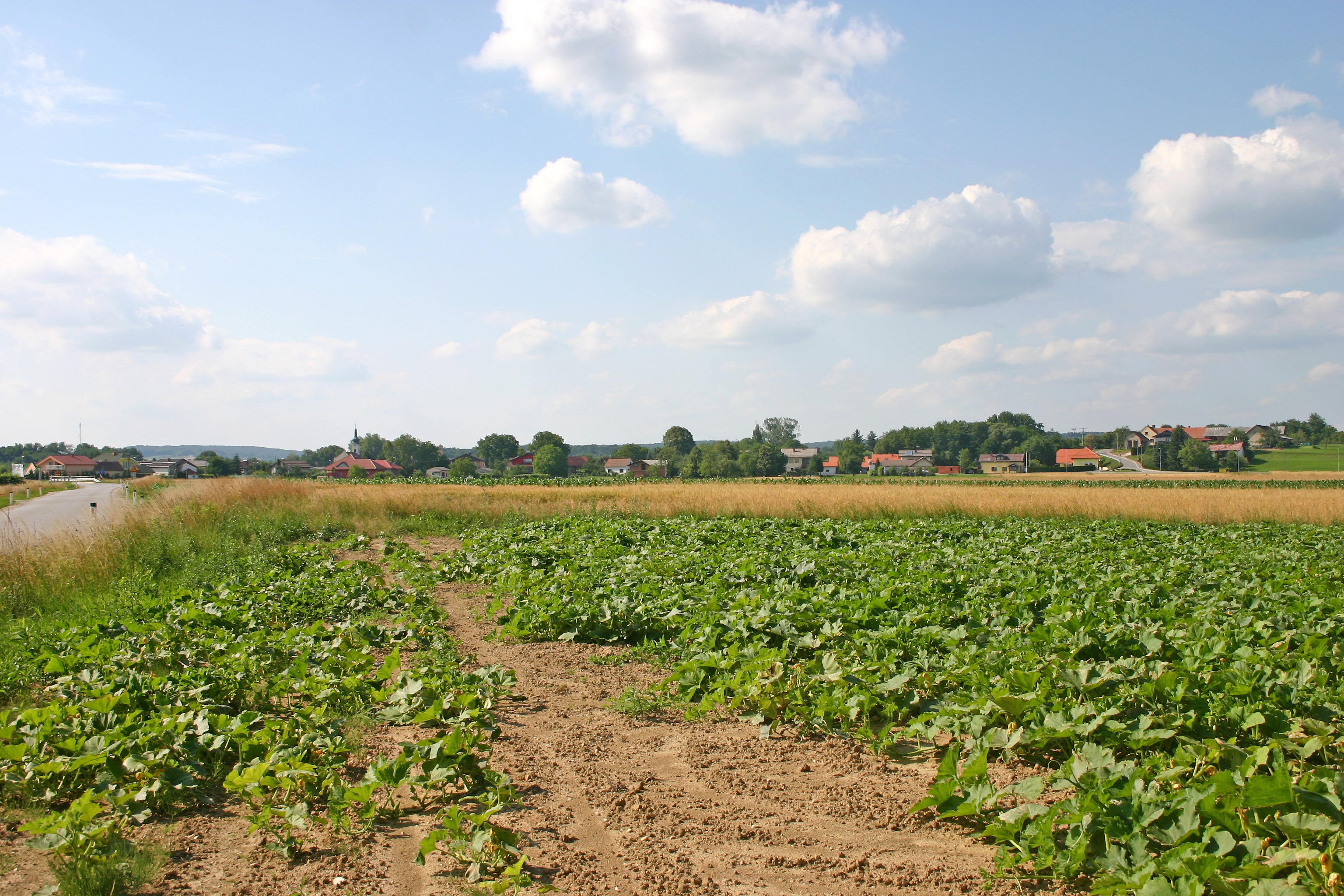
普聪齐

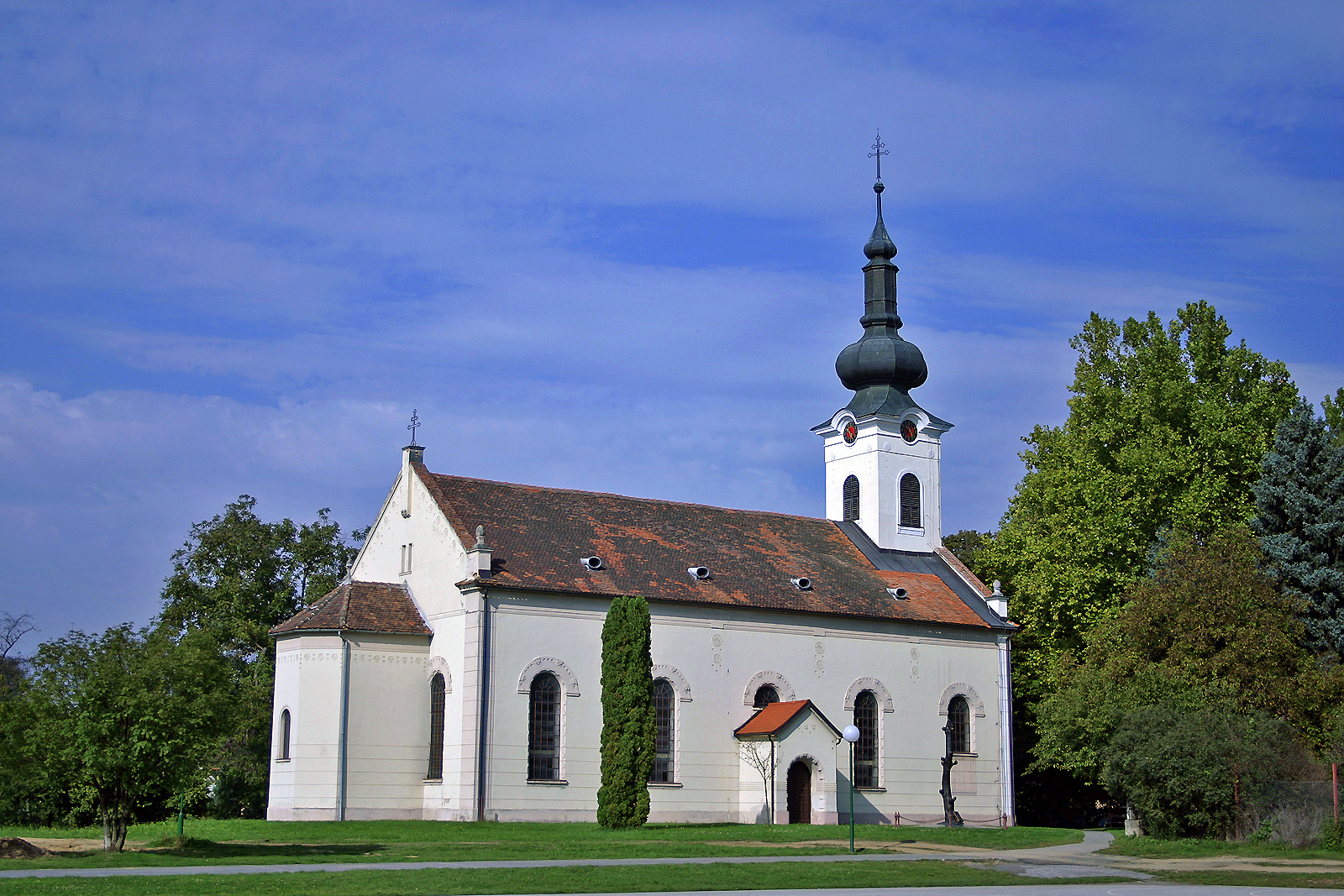
普聪齐的一座教堂

普聪齐是斯洛文尼亞東北部普聰齊市鎮的聚居地及行政中心。该聚居地的面积为4.89平方公里，2019年人口数量为633人。

## 外部連結
- Official site of the Municipality of Puconci （页面存档备份，存于）
- Puconci on Geopedia （页面存档备份，存于）